# 28707 Drewbecker
28707 Drewbecker este un asteroid din centura principală de asteroizi.

## Descriere
28707 Drewbecker este un asteroid din centura principală de asteroizi. A fost descoperit pe 6 aprilie 2000 la Socorro, New Mexico, în cadrul proiectului LINEAR. Asteroidul prezintă o orbită caracterizată de o semiaxă mare de 2,88 ua, o excentricitate de 0,04 și o înclinație de 1,2° în raport cu ecliptica.